# San Antonio Nduasico
San Antonio Nduasico är en ort i Mexiko.   Den ligger i kommunen San Juan Ñumí och delstaten Oaxaca, i den sydöstra delen av landet, 270 km sydost om huvudstaden Mexico City. San Antonio Nduasico ligger 2 207 meter över havet och antalet invånare är 401.
Terrängen runt San Antonio Nduasico är huvudsakligen kuperad, men norrut är den bergig. Runt San Antonio Nduasico är det glesbefolkat, med 8 invånare per kvadratkilometer. Närmaste större samhälle är Heroica Ciudad de Tlaxiaco, 13,7 km söder om San Antonio Nduasico. I omgivningarna runt San Antonio Nduasico växer huvudsakligen savannskog.